# Julius Diem
Julius Diem (* 5. August 1886 in Dornbirn; † 17. Mai 1952 ebenda) war ein österreichischer Politiker (CSP), Konstrukteur und Leiter des Gewerbeförderungsinstitutes. Er war von 1926 bis 1928 Abgeordneter zum Vorarlberger Landtag.

## Ausbildung und Beruf
Nach dem Besuch der Unterrealschule in Dornbirn absolvierte Diem das Technikum in Winterthur, wo er am 17. April 1907 die Abschlussprüfung als Ingenieur ablegte. Er war daraufhin von 1907 bis 1909 als Konstrukteur in der Automobilfabrik in Turin beschäftigt und arbeitete danach von 1909 bis 1912 als Konstrukteur im technischen Büro bei der Firma F. M. Hämmerle. 1913 wurde Diem Leiter des Gewerbeförderungsinstitutes für Vorarlberg, 1921 erfolgte seine Bestellung zum Inspektor der Gewerblichen Fortbildungsschulen in Vorarlberg. Er wurde nach der Machtübernahme der Nationalsozialisten am 30. September 1938 auf Grund einer Verfügung des Reichsstatthalters von Wien zwangsweise mit der Hälfte des Ruhegenusses in den Ruhestand versetzt und war nach dem Ende des Krieges von April 1949 bis Juli 1951 Leiter des wieder errichteten Gewerbeförderungsinstitutes für Vorarlberg. Diem führte die Titel bzw. Berufstitel und Standesbezeichnung Ingenieur (Ing.), Baurat und Regierungsrat.

## Politik und Funktionen
Diem war Mitglied der Christlichsozialen Partei und lokalpolitisch als Mitglied des Ortsschulrates von Dornbirn aktiv. Er kandidierte bei der Landtagswahl 1923 für die Christlichsoziale Partei im Wahlbezirk Feldkirch und rückte am 16. September 1926 als Nachfolger von Engelbert Luger in den Landtag nach. Diesem gehörte er bis zum Ende der Legislaturperiode am 1. April 1928 an. Im Landtag war Diem Mitglied im Volkswirtschaftlichen Ausschuss.
Diem war zudem Mitglied des Bezirksschulrates und von 1935 bis 1938  Präsident des Landesverbandes für Fremdenverkehr in Vorarlberg. Zudem fungierte er als Obmann der Vereinshausgesellschaft und war Vorsitzender der Ortsgruppe Dornbirn des Vorarlberger Hilfswerkes.

## Privates
Diem wurde als Sohn des Schlossermeisters Friedrich Diem (1857–1937) und dessen Gattin Maria Magdalena Lampert (1855–1935) geboren. Er heiratete am 8. Oktober 1917 in Dornbirn Helena Hämmerle (1890–1988) und wurde 1918 bzw. 1920 Vater je eines Sohnes.